# Gobiopterus smithi
Gobiopterus smithi is een straalvinnige vissensoort uit de familie van de grondels (Gobiidae). De wetenschappelijke naam van de soort is voor het eerst geldig gepubliceerd in 1973 door Menon & Talwar.